# Podział administracyjny Kościoła katolickiego w Południowej Afryce
Podział administracyjny Kościoła katolickiego w Południowej Afryce – w ramach Kościoła katolickiego w Południowej Afryce funkcjonuje 5 metropolii, w skład których wchodzi 5 archidiecezji i 20 diecezji. Ponadto istnieją: ordynariat polowy oraz wikariat apostolski podległe bezpośrednio do Rzymu.
Jednostki administracyjne Kościoła katolickiego obrządku łacińskiego w Południowej Afryce:

## Metropolia Bloemfontein
- Archidiecezja Bloemfontein
  - Diecezja Bethlehem
  - Diecezja Keimoes-Upington
  - Diecezja Kimberley
  - Diecezja Kroonstad

## Metropolia kapsztadzka
- Archidiecezja kapsztadzka
  - Diecezja Aliwal
  - Diecezja De Aar
  - Diecezja Oudtshoorn
  - Diecezja Port Elizabeth
  - Diecezja Queenstown

## Metropolia Durbanu
- Archidiecezja Durbanu
  - Diecezja Dundee
  - Diecezja Eshowe
  - Diecezja Kokstad
  - Diecezja Mariannhill
  - Diecezja Umtata
  - Diecezja Umzimkulu

## Metropolia Johannesburga[1]
- Archidiecezja Johannesburga
  - Diecezja Klerksdorp
  - Diecezja Witbank

## Metropolia Pretorii[2]
- Archidiecezja Pretorii
  - Diecezja Polokwane
  - Diecezja Rustenburg
  - Diecezja Tzaneen

## Diecezje bezpośrednio podległeStolicy Apostolskiej
- Ordynariat Polowy Południowej Afryki
- Wikariat apostolski Ingwavuma